# Славский район
Славский район — административно-территориальная единица (административный район) в Калининградской области России. Ему в рамках организации местного самоуправления до 1 января 2022 года соответствовал Славский городской округ, с 1 января 2022 года Славский муниципальный округ.
Административный центр — город Славск.

## География
Славский район расположен в северной части Калининградской области. Северо-западная граница проходит по берегу Куршского залива, на востоке, по реке Неман, район граничит с Литовской Республикой, на юго-западе — с Полесским районом, на юге — с Черняховским районом. Площадь района — 1349 км².

## Население
| 1959    | 1970    | 1979    | 1989    | 2002    | 2007    | 2008    | 2009    | 2010    |
| ------- | ------- | ------- | ------- | ------- | ------- | ------- | ------- | ------- |
| 16 884  | ↗24 946 | ↘22 661 | ↘20 864 | ↗21 918 | ↘21 184 | ↗21 338 | ↗21 500 | ↘21 015 |
| 2011    | 2012    | 2013    | 2014    | 2015    | 2016    | 2017    | 2018    | 2019    |
| ↘20 995 | ↘20 887 | ↘20 714 | ↘20 441 | ↘20 274 | ↘19 934 | ↘19 529 | ↘19 290 | ↘19 076 |
| 2020    | 2021    | 2023    |         |         |         |         |         |         |
| ↘18 911 | ↘16 193 | ↘15 765 |         |         |         |         |         |         |

### Урбанизация
В городских условиях (город Славск) проживают 25,46 % населения района.

### Национальный состав
По итогам переписи населения 2020 года проживали следующие национальности (национальности менее 0,1 % и другое, см. в сноске к строке «Другие»):
| Национальность | Численность, чел. | Доля     |
| -------------- | ----------------- | -------- |
| Русские        | 13 852            | 85,54 %  |
| Литовцы        | 711               | 4,39 %   |
| Армяне         | 646               | 3,99 %   |
| Белорусы       | 210               | 1,30 %   |
| Украинцы       | 150               | 0,93 %   |
| Езиды          | 90                | 0,56 %   |
| Немцы          | 89                | 0,55 %   |
| Цыгане         | 44                | 0,27 %   |
| Поляки         | 30                | 0,19 %   |
| Татары         | 26                | 0,16 %   |
| Узбеки         | 21                | 0,13 %   |
| Мордва         | 19                | 0,12 %   |
| Другие         | 305               | 1,87 %   |
| Итого          | 16 193            | 100,00 % |

## История
Современный Славский район (муниципальный округ) расположен на частях территории двух исторических областей древней Пруссии: Надровии (южная часть округа, южнее рек Немонина, Ржевки и Осы) и Скаловии (северная часть округа).
Район создан 7 апреля 1946 года Указом Президиума Верховного Совета СССР «Об образовании Кенигсбергской области в составе РСФСР» как Хайнрихсвальдский. 7 сентября 1946 года Указом Президиума Верховного Совета РСФСР переименован в Славский с административным центром в городе Славск, бывшем Хайнрихсвальде.
1 февраля 1963 согласно Указу Президиума Верховного Совета РСФСР «Об укрупнении районов Калининградской области» прекратил своё существование Большаковский район, его территория, а также Новоколхозненский сельсовет Неманского района были присоединены к Славскому району. 12 января 1965 года по Указу Президиума Верховного Совета РСФСР произведено разукрупнение сельских районов: от Славского района к Неманскому району отошёл Новоколхозненский сельсовет, к Полесскому району отошёл Залесовский сельсовет, территория Калиновского сельсовета была передана Большаковскому и Высоковскому сельсоветам, а сам сельсовет ликвидирован.
В 2004 году муниципальный район был преобразован в городской округ.
В 2008 году городской округ был преобразован в муниципальный район.
В 2016 году муниципальный район снова был преобразован в городской округ.
В 2022 году городской округ был преобразован в муниципальный округ.

### Муниципальное устройство
До 1 января 2016 года в Славском муниципальном районе были одно городское и три сельских поселения:
| № | Городское и сельские поселения   | Административный центр | Количество населённых пунктов | Население | Площадь, км2 |
| - | -------------------------------- | ---------------------- | ----------------------------- | --------- | ------------ |
| 1 | Славское городское поселение     | город Славск           | 7                             | 5947      |              |
| 2 | Большаковское сельское поселение | посёлок Большаково     | 18                            | 6282      |              |
| 3 | Тимирязевское сельское поселение | посёлок Тимирязево     | 16                            | 3855      |              |
| 4 | Ясновское сельское поселение     | посёлок Ясное          | 17                            | 4190      |              |

1 января 2016 года все поселения на территории Славского муниципального района были объединены в Славский городской округ.

## Административное деление
В состав Славского административного района в 2010—2019 гг. входили:
- 3 сельских округа
  - Большаковский,
  - Тимирязевский,
  - Ясновский;
- 1 город районного значения
- Славск.

## Населённые пункты
В Славский район/муниципальный округ входят 58 населённых пунктов
| №  | Населённый пункт | Тип населённого пункта        | Население |
| -- | ---------------- | ----------------------------- | --------- |
| 1  | Аисты            | посёлок                       | ↗3        |
| 2  | Большаково       | посёлок                       | ↗2448     |
| 3  | Большие Бережки  | посёлок                       | ↘153      |
| 4  | Верхний Бисер    | посёлок                       | ↗180      |
| 5  | Весново          | посёлок                       | ↘31       |
| 6  | Вишнёвка         | посёлок                       | ↘443      |
| 7  | Высокое          | посёлок                       | ↘490      |
| 8  | Гастеллово       | посёлок                       | ↗899      |
| 9  | Городково        | посёлок                       | ↗378      |
| 10 | Громово          | посёлок                       | ↘423      |
| 11 | Десантное        | посёлок                       | ↗84       |
| 12 | Дзержинское      | посёлок                       | ↘184      |
| 13 | Дублинино        | посёлок                       | ↗104      |
| 14 | Дубровка         | посёлок                       | ↘7        |
| 15 | Дюнное           | посёлок                       | ↘4        |
| 16 | Заповедное       | посёлок                       | ↗796      |
| 17 | Исток            | посёлок                       | →17       |
| 18 | Красная Дубрава  | посёлок                       | ↘138      |
| 19 | Красное          | посёлок                       | ↘261      |
| 20 | Краснознаменское | посёлок                       | ↘80       |
| 21 | Левобережное     | посёлок                       | ↘159      |
| 22 | Ленинское        | посёлок                       | ↘245      |
| 23 | Лозняки          | посёлок                       | ↘16       |
| 24 | Лужки            | посёлок                       | ↘78       |
| 25 | Майское          | посёлок                       | ↘205      |
| 26 | Малиновка        | посёлок                       | ↗56       |
| 27 | Малые Бережки    | посёлок                       | ↘44       |
| 28 | Московское       | посёлок                       | ↗176      |
| 29 | Мостовое         | посёлок                       | ↘54       |
| 30 | Мысовка          | посёлок                       | ↘329      |
| 31 | Октябрьское      | посёлок                       | ↘15       |
| 32 | Островное        | посёлок                       | ↘15       |
| 33 | Охотное          | посёлок                       | ↘689      |
| 34 | Плодовое         | посёлок                       | ↘5        |
| 35 | Победино         | посёлок                       | ↗203      |
| 36 | Поддубье         | посёлок                       | ↗251      |
| 37 | Приваловка       | посёлок                       | ↘8        |
| 38 | Привольное       | посёлок                       | ↗57       |
| 39 | Пригородное      | посёлок                       | ↘116      |
| 40 | Придорожное      | посёлок                       | ↗547      |
| 41 | Приозерье        | посёлок                       | ↗356      |
| 42 | Причалы          | посёлок                       | ↘123      |
| 43 | Прохладное       | посёлок                       | ↘486      |
| 44 | Раздольное       | посёлок                       | ↘178      |
| 45 | Разлив           | посёлок                       | ↘24       |
| 46 | Ржевское         | посёлок                       | ↗576      |
| 47 | Славск           | город, административный центр | ↘4013     |
| 48 | Советское        | посёлок                       | ↘430      |
| 49 | Солонцы          | посёлок                       | ↗196      |
| 50 | Сосновое         | посёлок                       | ↘29       |
| 51 | Сосняки          | посёлок                       | ↘47       |
| 52 | Тимирязево       | посёлок                       | ↗1158     |
| 53 | Тумановка        | посёлок                       | ↗156      |
| 54 | Урожайное        | посёлок                       | ↘85       |
| 55 | Хрустальное      | посёлок                       | ↘155      |
| 56 | Щегловка         | посёлок                       | ↗218      |
| 57 | Ясное            | посёлок                       | ↘1464     |
| 58 | Яснополянка      | посёлок                       | ↘329      |

## Экономика
Ведущей отраслью района является сельское хозяйство. Основное направление — мясомолочное. В сельскохозяйственном производстве занято около 20 % работающего населения. В агропромышленный комплекс района входят 16 сельскохозяйственных предприятий и 7 крестьянско-фермерских хозяйств.

## Достопримечательности и культура
В Славском районе имеются три археологических памятника:
- селище «Октябрьское» — примерно V—X веков;
- селище «Ржевское» — относится к раннему средневековью (IX—XIV век);
- грунтовой могильник «Ржевское» — датируется I—XIII веками нашей эры.

С 1948 года в г. Славске издаётся районная газета, за свою историю газета сменила три названия: «Колхозная слава», «Ленинский путь», а с ноября 1993 года — «Славские новости». Выходит 3 раза в неделю, тираж 1700 экземпляров.
В районе находится самое большое болото области — Большое Моховое болото.